# Człowieczeństwo
Człowieczeństwo – zbiór cech uważanych za charakterystyczne dla gatunku ludzkiego, do których zaliczamy między innymi: sposób formułowania myśli, język, uczucia i zachowanie. Wszystkie te cechy są wspólne dla większości ludzi i kształtowały się w wyniku ewolucji człowieka.
Dyscypliny naukowe zajmujące się definiowaniem i badaniem poszczególnych zagadnień dotyczących człowieczeństwa to:
- socjologia, w tym interdyscyplinarna socjobiologia;
- psychologia, zwłaszcza psychologia ewolucyjna oraz psychologia rozwoju człowieka.

Filozofia i teologia również zajmują się badaniem ludzkiej natury. Poznawanie istoty człowieczeństwa jest częstym motywem zarówno w literaturze jak i innych formach sztuki.